# Joseph Gehot
Josephus Balduinus (Joseph) Gehot (Brussel, 7 april 1756 – na 1795) was een Belgisch violist en componist.
Op zijn elfde, toegelaten tot het hof van Karel van Lotharingen, ontving hij onderricht van Pieter van Maldere. Mogelijk maakte de jonge muzikant tournees in Duitsland en Frankrijk, waar zijn talent als componist evenveel belangstelling opwekte als zijn talent als violist. Vooral in Engeland en de Verenigde Staten bouwde hij zijn reputatie op. In Londen wordt zijn eerste opus gedrukt en een scriptie over de theorie en de praktijk van de muziek. Op 2 juli 1780 is hij ingeschreven in Londen in Royal Society of Musicians. Hij gaf daarbij op dat hij zeven jaar met de viool bezig was geweest en dat hij toen 25 jaar zou zijn geweest. Hij speelde niet alleen viool, maar ook altviool. Zo nam hij deel aan diverse concerten, waaronder de Händel Memorial Concerts in Westminster Abbey  In de Verenigde Staten, waar hij in gezelschap van verschillende Engelse muzikanten in 1792 belandde - op zoek naar vrijheid - was hij actief in New York en Philadelphia. Geleidelijk zakte hij weg in de vergetelheid. Niets is bekend van zijn laatste jaren. Zijn werk, eerder sereen classicisme, ligt dicht bij dat van hedendaagse modellen.
Van hem is een drietal geschriften bekend: Art of bowing the violin, The complete instructor for every instrument en A treatise on the theory and practice of Music.
Hij komt ook wel voor onder de naam Jean Gehot en Joseph Gepot.

## Werklijst (selectie)

### Instrumentaal
- Zes strijkkwartetten op.1 (London 1777)
- Zes trios op.2 (Paris en London)
- Zes eenvoudige duetten op.3
- Vierentwintig militaire stukken op.4
- Zes strijktrio’s op.5 (2 violen en cello)
- Zes strijkkwartetten op.7 (1788)
- Zes duetten voor viool en cello op.9 (1790)

### Toneelwerken
- „The Maid's Last Shift or Any Rather than Fail burletta“ (1787 London, Royal Circus)
- „The Enraged Musician“ (1789 London, Royal Grove)
- „The Marriage by Stratagan or The Musical Amateur“ (1789 London, Royal Grove)
- „The Royal Naval Review at Plymouth“ (1789 London, Royal Grove)
- „She Would Be a Soldier“ (1789 London, Royal Grove)

- Bibliothèque nationale de France: cb14982326x (data)
- Gemeinsame Normdatei: 120080257
- International Standard Name Identifier: 0000 0000 8373 5395
- Library of Congress Control Number: nr91003902
- MusicBrainz: 4c1012cb-d37e-46ea-a6d5-f4ef49c99629
- Nederlandse Thesaurus van Auteursnamen: 315931221
- Istituto Centrale per il Catalogo Unico: REAV100223
- Virtual International Authority File: 37738961
- WorldCat: E39PBJvCThJbwkvKXHdmCkGyh3